# Spiranthes praecox
Spiranthes praecox là một loài thực vật có hoa trong họ Lan. Loài này được (Walter) S.Watson miêu tả khoa học đầu tiên năm 1890.